# 요하네스 히스터스
요하네스 히스터스(Johannes Heesters, 1903년 12월 5일 ~ 2011년 12월 24일)는 네덜란드의 배우 겸 가수이다.
2011년 12월 24일 108세의 나이에 사망했다.

## 출연 작품
- 푸른 달 (1953)